# Lausheimer Weiher (Landschaftsschutzgebiet)
Das Gebiet Lausheimer Weiher ist ein mit Verordnung vom 16. Januar 1963 ausgewiesenes Landschaftsschutzgebiet (LSG-Nummer 4.37.004) im Gebiet der baden-württembergischen Gemeinde Ostrach im Landkreis Sigmaringen in Deutschland.

## Lage
Das rund 58 Hektar große Schutzgebiet Lausheimer Weiher gehört naturräumlich zu den Donau-Ablach-Platten. Es liegt rund fünfeinhalb Kilometer nordwestlich der Ostracher Ortsmitte, unterhalb des gleichnamigen Teilorts Lausheim, auf einer mittleren Höhe von 620 m ü. NHN.

## Schutzzweck
Wesentlicher Schutzzweck ist die Erhaltung des Lausheimer Weihers – das ursprünglich vom Kloster Habsthal als Fischweiher angelegte einzige Gewässer dieses Typs und dieser Größe in der Umgebung – sowie die ihn umgebenden Wald-, Agrarflächen und Uferbereiche mit für Verlandungszonen typischen Pflanzen.